# National Philharmonic Orchestra
La National Philharmonic Orchestra (en español: Orquesta Filarmónica Nacional) fue una orquesta británica creada exclusivamente para propósitos de grabación. Fue fundada por el productor de la RCA Charles Gerhardt y el líder / contratista de orquesta Sidney Sax debido en parte a las exigencias de Reader's Digest.

## Historia
Antes de trabajar con este nombre, la orquesta comenzó a trabajar en el año 1964 usando una variedad de nombres, entre ellos RCA Victor Symphony Orchestra (en español, Orquesta Sinfónica de RCA Victor) y la London Promenade (esta última formada en gran medida por intérpretes de la Orquesta Filarmónica de Londres).  Fue incorporada como la Orquesta Filarmónica Nacional en 1970.  Gerhardt y Sax contrataron músicos londinenses. Por ejemplo, la sección de violín incorporaba maestros de las principales orquestas londinenses, como John Ronayne, Bela Dekany, Lionel Bentley, John Ludlow, John Brown, Donald Weekes, Irvine Arditti, Charles Meinardi o Hans Geiger.
La orquesta dejó de ser una organización de grabación exclusiva de la RCA al mismo tiempo que Gerhardt reemplazó a Sax como concertino.  Decca Records empezó a usar la orquesta en marzo de 1974.  Esto ocurrió para una grabación Phase 4 Stereo del Concierto para piano Yellow River dirigido por Elgar Howarth.  Columbia Records empezó a usar la orquesta en 1975.
Hicieron grabaciones con esta orquesta directores como Leopold Stokowski, Richard Bonynge, Charles Gerhardt, Riccardo Chailly y Michael Kamen. Bonynge grabó los tres ballets de Chaikovski para Decca, Gerhardt hizo una serie de grabaciones en estéreo de música de películas de Hollywood con ella para RCA Victor y Kamen grabó las sesiones orquestales de Eric Clapton para los conciertos de 24 Nights en el Royal Albert Hall en 1990 y 1991 para Duck Records.
La orquesta ha estado presente en la banda sonora de muchas películas (especialmente aquellas compuestas por Jerry Goldsmith) así como una selección de suites de La guerra de las galaxias para el catálogo de John Williams.  Bernard Herrmann usó con regularidad la orquesta para grabar su obra cinematográfica.                           
Kenneth Schermerhorn dirigió la orquesta en la banda sonora de la producción de Baryshnikov El cascanueces, una representación del ballet de Chaikovski que se convirtió en un clásico de la televisión, después de haber sido representado en vivo en escena. La orquesta también proporcionó la música para la producción escénica. 
La National Philharmonic Orchestra ha sido disuelta.

## Música para películas
Algunas de las bandas sonoras realizadas en Inglaterra por la National Philharmonic Orchestra incluyen:
- Justine (1969)
- Barry Lyndon (1975)
- Grizzly (1976)
- The Omen (1976-81)
- Star Wars (1977-83)
- Los niños del Brasil (1978)
- Alien (1979)
- Atmósfera cero (1981)
- The Secret of NIMH (1982)
- The Wicked Lady (1983)
- La zona muerta (1983)
- Supergirl (1984)
- Legend (1985)
- Link (1986)
- Highlander (1986)
- Link
- Licence to Kill (1989)
- Total Recall (1990)
- No sin mi hija (1991)

Hay también una orquesta National Philharmonic con sede en Washington, D. C., fundada y dirigida por Piotr Gajewski, actualmente residente en el Music Center en Strathmore (Maryland).(website: ) Anteriormente fue conocida como National Chamber Orchestra.